# 성의중학교
성의중학교(聖義中學校)는 대한민국 경상북도 김천시 지좌동에 있는 사립 중학교이다.

## 학교 연혁
- 1947년 4월 1일 : 최재선 신부 사립성의학교(보통과정)를 성의학원으로 변경함
- 1949년 3월 10일 : 성의여자 초급 중학교 설립인가를 받음 (6학급)
- 1949년 5월 7일 : 성의여자 초급 중학교 개교, 최재선 신부 초대 교장으로 취임
- 1949년 9월 26일 : 성의중학교 개교
- 1950년 1월 31일 : 성의중학교 인가 (남,여자부 병설교)
- 1956년 10월 29일 : 구관 2층 준공
- 1970년 3월 1일 : 남자부와 여자부를 분리 (남자부 18학급)
- 1974년 10월 26일 : 과학관 3층 준공
- 1981년 12월 8일 : 빅토리오 체육관 준공
- 1986년 10월 12일 : 성의인의 집(기숙사) 준공
- 1993년 12월 14일 : 본관 신축 준공(교실 12개)
- 2006년 3월 1일 : 성의중학교 · 성의고등학교 분리
- 2009년 3월 1일 : 학칙변경 (특수학급 1학급 증설, 13학급)
- 2021년 3월 1일 : 학칙변경(11학급)
- 2024년 1월 5일 : 제76회 졸업(졸업생 84명, 총 13,944명)
- 2024년 3월 1일 : 제18대 신재을 교장 취임

## 참고 자료
- 성의중학교 - 한국교육학술정보원 학교알리미